# Simeon i templet
Simeon i templet eller Simeons lovsång (nederländska: Het loflied van Simeon) är en oljemålning av den nederländske konstnären Rembrandt. Den målades omkring 1669 och ingår sedan 1949 i Nationalmuseums samlingar i Stockholm. 
Den fromme Symeon hade enligt Lukasevangeliet (2:25–35) fått i löfte av Gud att inte dö förrän han skådat Messias. Då Jesusbarnet bars fram till honom i templet i Jerusalem förstod han att frälsaren hade kommit. Han prisade Gud och brast ut i Symeons lovsång. 
Rembrandt har skapat en intim och ömsint scen med några få figurer omgivna av mörker. Med halvslutna ögon håller den sköra gamlingen barnet i sin famn. Målningen blev Rembrandts sista och var ofullbordad vid hans död. Kvinnan i bakgrunden, som antingen föreställer Jungfru Maria eller Hanna, tillkom troligen efter konstnärens död och målades av en okänd konstnär verksam i Rembrandts verkstad.   

## Relaterade målningar

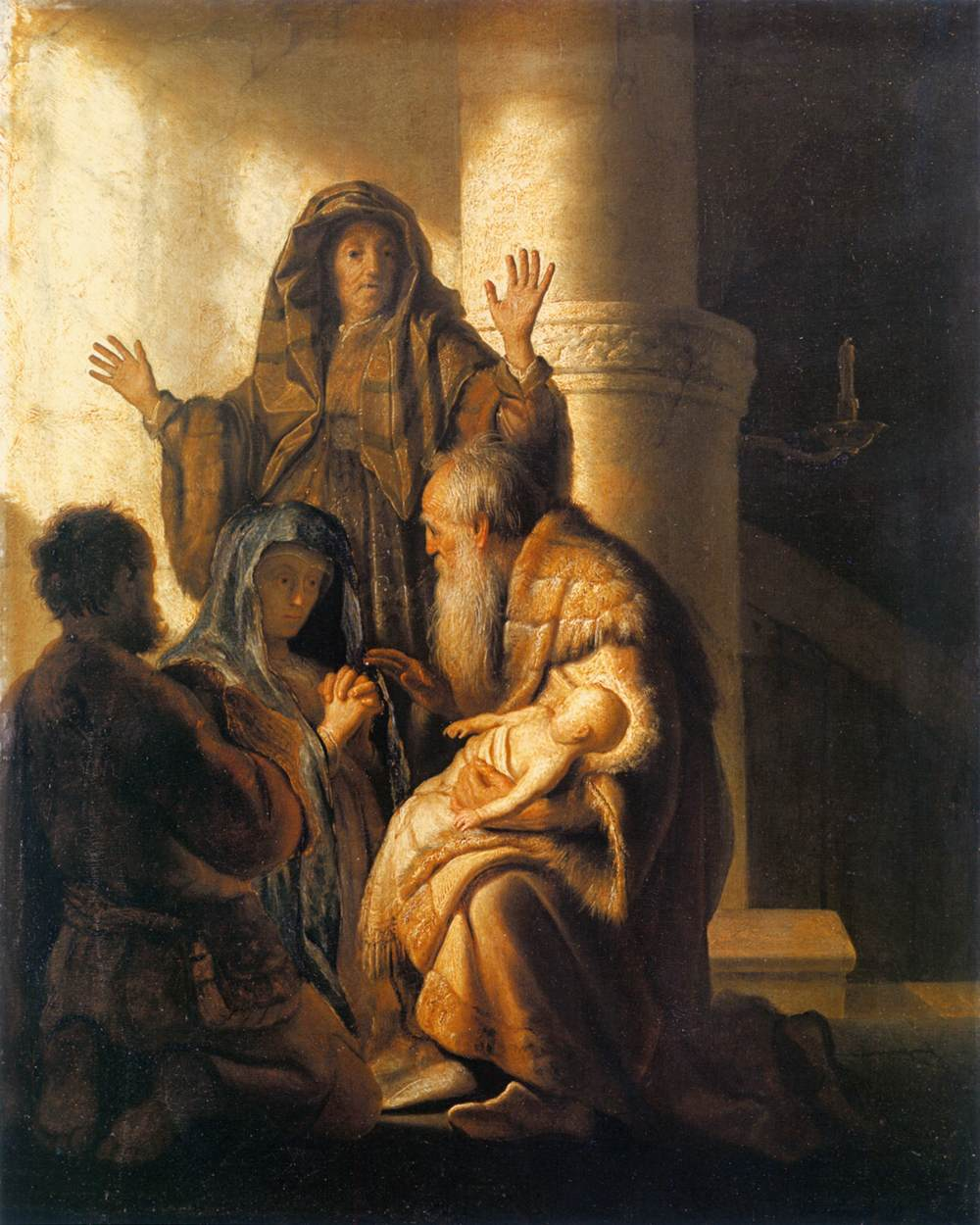
Rembrandts Simeon och Hanna i templet (1627–1628), sedan 1912 på Hamburger Kunsthalle. Olja på ekpanel (55,4 x 43,7 cm).
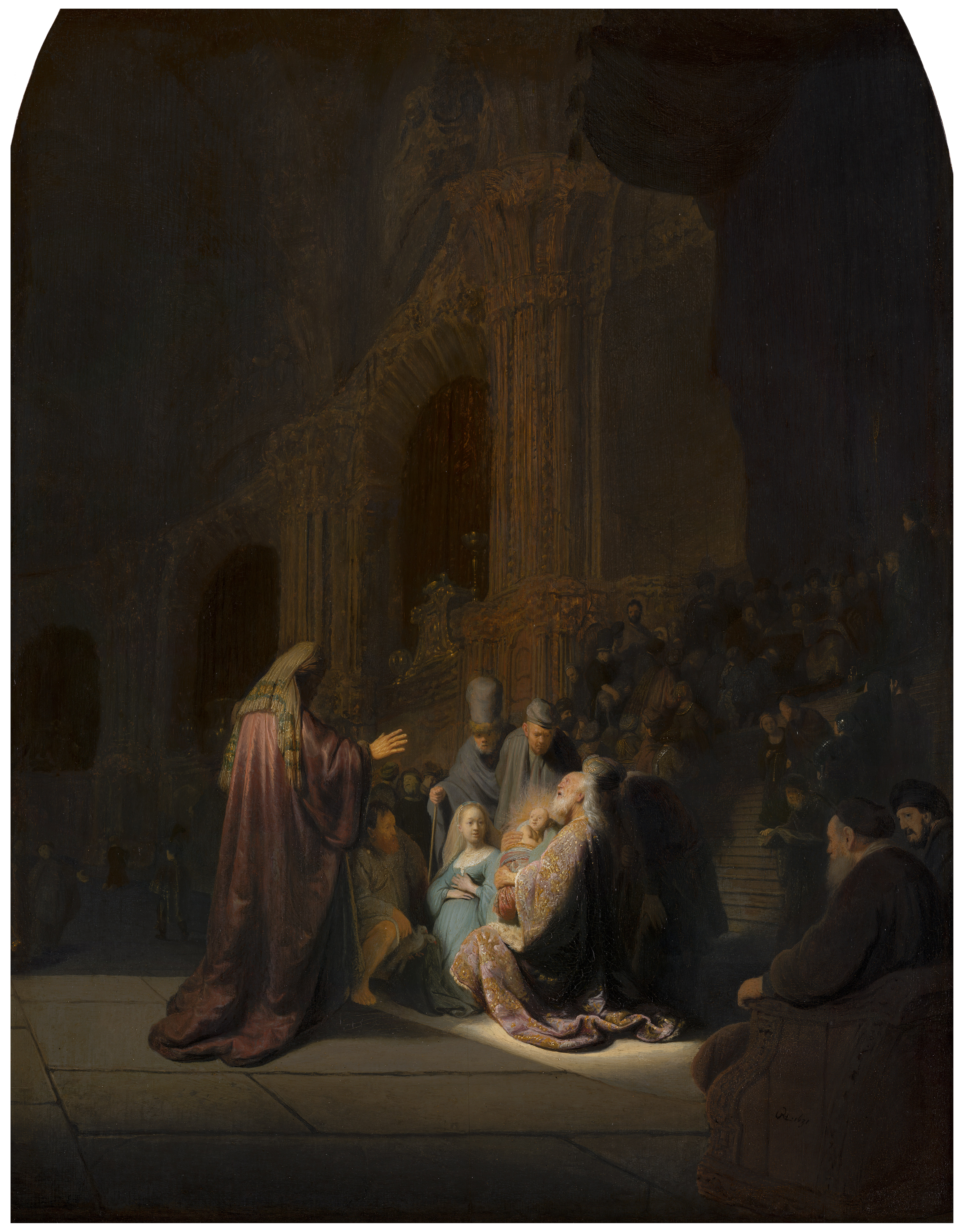
Rembrandts Het loflied van Simeon (1631), sedan 1816 på Mauritshuis i Haag. Olja på ekpanel (60,9 x 47,9 cm).